# Le Cordon Bleu en Londres
Le Cordon Bleu en Londres (en español El Cordón Azul), se encuentra ubicada la calle 15 Bloomsbury Square en Londres, Reino Unido. Es una escuela de cocina y administración hotelera perteneciente a la escuela Le Cordon Bleu. La escuela en Londres fue fundada en 1931 por dos exalumnos de Le Cordon Bleu en París: Rosemary Hume y Dione Lucas.

## Historia
La escuela en Londres fue fundada por Rosemary Hume y Dione Lucas en 1931 bajo el nombre L'Ecole du Petit Le Cordon Bleu (en español La escuela del pequeño Cordón Azul). Inicialmente abrió como dos salas ubicadas en Jubilee Place en el barrio de Chelsea en Londres.  
En 1935 la escuela cambió su ubicación a 11 Sloane Street en el barrio Knightsbridge en la capital inglesa, pero tuvo que ser suspendida entre 1939 y 1945 a raíz de la Segunda Guerra Mundial.  
En 1953, se le encargó a Le Cordon Bleu en Londres preparar el almuerzo para la Coronación de la Reina Isabel II. Fue para este banquete que Rosemary Hume creó el plato Pollo Reina Elizabeth, actualmente conocido como Pollo de la Coronación (en inglés Coronation Chicken). 
La escuela se trasladó a 31 Marylebone Lane en 1953, para luego establecerse en 114 Marylebone Lane a partir de 1968, donde permaneció por 45 años hasta 2012.  
En 2012, Le Cordon Bleu inauguró su nueva sede en 15 Bloomsbury Square en Londres, a pocos pasos del Museo Británico, Covent Garden y la Plaza Leicester. En él se imparten cursos de administración hotelera y artes culinarias. Su objetivo es la conservación del arte de vivir francés y la cultura francesa de altos estándares. En sus instalaciones se encuentra el Café Le Cordon Blue con mesas en el interior y exterior del instituto que conectan el patio con la escuela. También tiene incorporada una boutique donde se pueden adquirir sus libros de recetas, útiles de cocina y productos gourmet.  
Además de sus tradicionales diplomas de cocina y pastelería, ofrece cursos cortes de uno, cuatro y siete días.  
André Cointreau es Presidente y CEO de Le Cordon Bleu desde 1984 y en 1990 realizó la compra de la escuela en Londres.